# Lefetamin

Strukturformel för lefetamin.

Lefetamin, summaformel C16H19N, är ett smärtstillande medel som har stora stereokemiska likheter med morfin. Preparatet patenterades 1960. Lefetamin används inte som läkemedel i Sverige.
Substansen är narkotikaklassad och ingår i förteckning P IV i 1971 års psykotropkonvention, samt i förteckning II i Sverige.